# Wilhelm Witt
Wilhelm Witt (* 16. Juli 1869 in Wismar; † nach 1937) war ein deutscher Reichsgerichtsrat.

## Leben
Er schlug als Sohn eines Rechtsanwalts die juristische Laufbahn ein. Er legte 1892 die erste Staatsprüfung ab mit „Auszeichnung“, die zweite 1896 mit „Auszeichnung“. Er wurde im selben Jahr Assessor. Zu Beginn des Jahres 1900 wurde er als Amtsrichter sowohl im Justizministerium Schwerin als auch am AG Ludwigslust tätig. 1903 wurde er zum Rat am LG Schwerin ernannt und wurde 1914 dessen Direktor. Juli 1915 stieg er zum Rat am OLG Rostock auf, im Oktober zum Reichsgerichtsrat. 1928 wurde er Senatspräsident. Er überstand den Regimewechsel und trat erst am 1. Juli 1937 in den Ruhestand. Eine Berufung an den Staatsgerichtshof zum Schutz der Republik lehnte er ab, da er diesen Staat nicht schützen wollte.

## Werke
- „Befugnis der Gerichte, gegen Ungehörigkeiten in Schriftsätzen im Wege der Ordnungsstrafe einzuschreiten“, Deutsche Juristen-Zeitung, Jahrgang 8 (1903), S. 472.